# Wayne Arthurs (homme politique)
Pour les articles homonymes, voir Wayne Arthurs et Arthurs.
Wayne Arthurs est un ancien homme politique canadien. Il a été le député à l'Assemblée législative de l'Ontario de la circonscription de Pickering—Ajax—Uxbridge et Pickering—Scarborough-Est sous la bannière du Parti libéral de l'Ontario.
Arthurs a fait ses études à l'Université York et à l'Université de Toronto. Il a travaillé comme enseignant avant de se lancer en politique. Il a d'abord été élu à la législature ontarienne lors de l'élection provinciale de 2003, défaisant la ministre progressiste-conservatrice Janet Ecker par 1010 voix.
Il a été l'adjoint parlementaire du ministre des Finances.